# Igor Majcen
Igor Majcen (ur. 24 sierpnia 1969 w Lublanie) – słoweński pływak.
Trzykrotnie brał udział w igrzyskach olimpijskich. W 1988 roku wystartował na 400 i 1500 m stylem dowolnym. Na krótszym dystansie odpadł w rundzie eliminacyjnej mimo wygrania swojego wyścigu i zajął ostatecznie 28. miejsce, natomiast na dłuższym był siódmy w swoim wyścigu i także odpadł w rundzie eliminacyjnej, plasując się ostatecznie na 18. pozycji. W 1992 roku wystąpił tylko na 1500 m stylem dowolnym i zakwalifikował się do finału, w którym zajął szóste miejsce. Również cztery lata później wziął udział wyłącznie w rywalizacji na 1500 m stylem dowolnym, tym razem odpadając w rundzie eliminacyjnej po zajęciu ostatniego miejsca w swoim wyścigu, co dało mu 28. lokatę w końcowej klasyfikacji.
Dwukrotny uczestnik mistrzostw świata. W 1991 roku był szósty na 1500 m stylem dowolnym i 17. na 400 m stylem dowolnym, natomiast trzy lata później zajął 17. miejsce na 1500 m stylem dowolnym i 19. na 400 m stylem dowolnym.
W 1993 roku zdobył brązowy medal mistrzostw Europy na 1500 m stylem dowolnym z czasem 15:15,05 i srebrny medal igrzysk śródziemnomorskich w tej samej konkurencji z czasem 15:33,78, a także został sportowcem roku w Słowenii.
W sierpniu 1999 roku został zawieszony na cztery lata za przyjmowanie dopingu. W marcu 2000 roku decyzję podtrzymał Trybunał Arbitrażowy ds. Sportu.
Reprezentował klub PK Lublana. Jego brat Nace również był pływakiem, a siostra Uršula dziennikarką.